# Lake Trevallyn
Der Lake Trevallyn ist ein Stausee im Norden des australischen Bundesstaates Tasmanien.
Er liegt in den westlichen Außenbezirken der Stadt  Launceston am South Esk River. Seine Oberfläche ist 1,48 km² groß und sein Wasserinhalt beträgt bei Vollstau 12,33 Mio. m³.
Der Trevallyn-Staudamm, ein Schwerkraftdamm, wurde 1955 errichtet, ist 177 m lang und besitzt ein Volumen von 61.000 m³. Die Kronenhöhe beträgt 33 m, die Auslaufhöhe 26,8 m.
Am Staudamm wird der größte Teil des Wassers aus dem South Esk River in einen 3,2 km langen Tunnel zum Trevallyn-Kraftwerk geleitet, wo Strom für die Stadt Launceston und ihre Umgebung produziert wird. Von dort wird es in den Tamar River weitergeleitet. Nur das Überlaufwasser fließt durch die Cataract Gorge, die früher häufig überflutet wurde, das alte Flussbett des South Esk River, in den Tamar River.